# Jan Jaracz
Jan Jerzy Jaracz (ur. 1954 w Poznaniu) – polski psychiatra, profesor nauk medycznych; profesor nadzwyczajny i kierownik Katedry Psychiatrii Wydziału Lekarskiego II Uniwersytetu Medycznego w Poznaniu.

## Życiorys
Dyplom lekarski uzyskał na Akademii Medycznej w Poznaniu (obecnie Uniwersytet Medyczny) w 1979 i na tej uczelni zdobywał kolejne stopnie naukowe i awanse akademickie (od 1993 – adiunkt, od 2012 – profesor nadzwyczajny). Pierwszy stopień specjalizacji z psychiatrii uzyskał w 1982; drugi stopień w 1987. W latach 1983–1992 pracował jako kierownik Poradni Zdrowia Psychicznego dla Studentów i Pracowników Szkół Wyższych w Poznaniu. 
W uniwersyteckiej Klinice Psychiatrii w Poznaniu został zatrudniony w 1985. Zagraniczny staż naukowy odbył w Klinice Psychiatrii Uniwersytetu Chrystiana Albrechta w Kilonii (1991). Doktoryzował się w 1992 broniąc pracy pt. Porównanie obrazu klinicznego depresji oraz przepływu mózgowego krwi w przebiegu endogennych depresji w dwóch grupach wiekowych, przygotowanej pod kierunkiem Włodzimierza Strzyżewskiego.
Habilitował się w 2004 na podstawie oceny dorobku naukowego i rozprawy pt. Badania miejscowego przepływu mózgowego u chorych na depresję przy zastosowaniu tomografii emisyjnej pojedynczego fotonu SPECT z użyciem 99mTC-HMPAO. Tytuł naukowy profesora nauk medycznych został mu nadany w 2016.
Na dorobek naukowy J. Jaracza składa się szereg opracowań oryginalnych publikowanych m.in. w czasopismach takich jak: „General Hospital Psychiatry”, „Journal of Nervous and Mental Disease” oraz „Psychiatria Polska”. Wraz z Januszem Rybakowskim jest współautorem Leksykonu manii i depresji (Termedia, Poznań 2010). Jest także współautorem podręcznika Psychiatria w praktyce ratownika medycznego (red. nauk. Jan Jaracz, Amelia Patrzała, Wydawnictwo Lekarskie PZWL, 2014).
Należy do Polskiego Towarzystwa Psychiatrycznego, gdzie od 2012 pełni funkcję przewodniczącego Oddziału Wielkopolsko-Lubuskiego PTP.